# Polanówka (przystanek kolejowy)
Polanówka – przystanek Nadwiślańskiej Kolejki Wąskotorowej w Karczmiskach Pierwszych, w gminie Karczmiska, w powiecie opolskim, w województwie lubelskim. Kończą tu bieg sezonowe pociągi turystyczne z Karczmisk.
Przystanek powstał w 1954 roku. W 1963 roku zawieszono ruch pasażerski.